# トム・ガリクソン
トム・ガリクソン（Tom Gullikson, 1951年9月8日 - ）は、アメリカ・ウィスコンシン州ラクロス出身の元男子プロテニス選手。本名は Thomas Robert Gullikson （トーマス・ロバート・ガリクソン）という。双子の弟であるティム・ガリクソン（1996年5月3日没）とともに「ガリクソン兄弟」のダブルスペアとして活躍し、1983年のウィンブルドン男子ダブルスで準優勝した。トムは1984年の全米オープン混合ダブルスでマニュエラ・マレーバ（ブルガリア）と組んだ優勝がある。自己最高ランキングはシングルス34位、ダブルス4位。ATPツアーでシングルス1勝、ダブルス16勝を挙げた。現役選手時代の体格は身長180cm、体重77kgほどで、トムは左利きの選手だった。
ガリクソン家で双子の兄弟が1951年9月8日に誕生した時、トムのほうが数分先に生まれた。2人は同じ北イリノイ大学を卒業した後、テニスのティーチング・プロの仕事に就き、トムは1976年に25歳という遅い年齢からプロテニス選手生活を始めた。1978年、トムは男子ツアーで2大会のシングルス決勝に進出し、ダブルスで年間4勝を獲得した。1980年には日本のセイコー・スーパー・テニスでシングルス準優勝があり、同じアメリカのジミー・コナーズに 1-6, 2-6 で敗れた。トムの4大大会シングルス自己最高成績は、1982年の全米オープンベスト8進出で、この準々決勝ではギリェルモ・ビラス（アルゼンチン）に 2-6, 1-6, 3-6 のストレート負けを喫している。1985年7月、トムはロードアイランド州ニューポート大会の決勝でジョン・サドリ（アメリカ、1979年全豪オープン準優勝者）を 6-3, 7-6 で破り、この地で生涯唯一のシングルス優勝を果たした。彼の最後の4大大会シングルス出場は、1986年全米オープンの3回戦進出であった。
トム・ガリクソンは男子ツアーダブルス通算15勝のうち、10個を双子の弟ティムとのコンビで獲得した。ガリクソン兄弟のダブルスは1978年から男子ツアーで勝ち始め、4大大会のうち全仏オープンを除く3大会でベスト4に勝ち残り、1983年のウィンブルドン男子ダブルス準優勝ペアになった。2人は当時世界最強の実力を誇ったジョン・マッケンロー＆ピーター・フレミング組に 4-6, 3-6, 4-6 のストレートで完敗し、ウィンブルドン・ダブルス優勝を逃した。ガリクソン兄弟は1982年に日本のジャパン・オープンで優勝したこともあり、この時はマッケンローとピーター・レナート（アメリカ）組に 6-4, 3-6, 7-6(7-3) で勝った。ガリクソン兄弟ペアの現役最後の優勝は、1985年10月の「スイス室内選手権」（当地バーゼル開催）であった。2人のダブルスは、1988年3月までトーナメントに出場した。
トムは1984年の全米オープン混合ダブルスで、ブルガリアのマニュエラ・マレーバと組んだ優勝がある。トムとマニュエラは、決勝でオーストラリアペアのジョン・フィッツジェラルド＆エリザベス・セイヤーズ組に 2-6, 7-5, 6-4 の逆転勝ちを収めた。（パートナーのM・マレーバは、これによりブルガリアの地に最初のグランドスラム・タイトルをもたらした。）
選手生活からの引退後、トム・ガリクソンは1994年から1999年まで6年間男子テニス国別対抗戦・デビスカップのアメリカ代表監督を務め、1995年にアメリカ・チームを優勝に導いた。1996年5月3日、双子の弟ティムが脳腫瘍のため44歳8か月で死去した。ティムの短い生涯を偲び、トムは双子の兄弟の名前で「ガリクソン財団」を設立し、現在に至るまで脳腫瘍の人々を支援するための活動を行っている。